# Friedrich Schmidt-Bleek
Friedrich „Bio“ Schmidt-Bleek (* 16. Juli 1932 in Bandung auf Java, Niederländisch-Indien; † 26. Juni 2019 in Berlin) war ein deutscher Kern- und Physikochemiker und Umweltforscher.
Er war Ende der 1970er Jahre verantwortlich für die Entwicklung des deutschen Chemikaliengesetzes am Umweltbundesamt in Berlin.
In den 1990er Jahren leitete er zusammen mit Ernst Ulrich von Weizsäcker das Wuppertal Institut für Klima, Umwelt, Energie, später war er Präsident des Factor 10 Institute in Carnoules (Frankreich).
Schmidt-Bleek forschte zu Ressourcenproduktivität und Dematerialisierung, führte dort den Begriff ökologischer Rucksack ein und entwickelte als grundlegendes Maß für die Bewertung von Umweltbelastungen eines Produktes die Einheit Material-Input pro Serviceeinheit (MIPS).

## Leben
Schmidt-Bleek studierte Chemie an der Universität Bonn (Diplom 1958), ging ans Max-Planck-Institut für Chemie und wurde 1960 an der Universität Mainz in Kernphysik promoviert. Anschließend arbeitete er als Postdoc beim Nobelpreisträger Frank Sherwood Rowland an der University of Kansas, danach bis 1974 als Fakultätsmitglied an den US-Universitäten in Kansas und Purdue und Tennessee. Später war er Gründungsdirektor des Appalachian Resources Project und des Environment Center an der University of Tennessee. 
In Deutschland entwickelte Schmidt-Bleek in den 1970er Jahren den Umweltforschungsplan, die Umweltprobenbank und das Chemikaliengesetz maßgeblich mit. In den 1980er Jahren hatte er leitende Funktionen bei der OECD und beim International Institute for Applied Systems Analysis (IIASA) inne. 
1991 bis 1997 war Schmidt-Bleek Gründungs-Vizepräsident des Wuppertal-Instituts für Klima, Umwelt, Energie, später Gründungspräsident des Factor 10 Institute und des International Factor 10 Club. Er entwickelte das Faktor-10-Modell zur Dematerialisierung und eine entsprechende Metrik (ökologischer Rucksack 1994, MIPS 1998). 
Er nahm Lehraufträge an mehreren Universitäten wahr und veröffentlichte rund 400 wissenschaftliche Arbeiten und 20 Bücher. 2009 wurde auf Anregung Schmidt-Bleeks das World Resources Forum Davos gegründet.

### Privates
Friedrich Schmidt-Bleek hatte fünf Kinder. Sein gleichnahmiger Sohn (* 1961) ist Gynäkologe. Er starb im am 26. Juni 2019 im Alter von 86 Jahren in Berlin.

## Auszeichnungen
- 2001: Takeda World Environmental Award (zusammen mit Ernst Ulrich von Weizsäcker)[6]

## Veröffentlichungen (Auswahl)
- Friedrich Schmidt-Bleek: Grüne Lügen. Nichts für die Umwelt, alles fürs Geschäft – wie Politik und Wirtschaft die Welt zugrunde richten. Ludwig, München 2014, ISBN 978-3-453-28057-1, S. 1–31 (Online [PDF; abgerufen am 16. September 2021]).
- mit: Friedrich Schmidt-Bleek: Nutzen wir die Erde richtig? Die Leistungen der Natur und die Arbeit des Menschen. Hrsg.: Klaus Wiegandt, Forum für Verantwortung. Fischer Taschenbuch, Frankfurt am Main 2007, ISBN 978-3-596-17275-7.
- mit: Michael Lettenmeier, Christoph Nettersheim: Friedrich Schmidt-Bleek: Der ökologische Rucksack. Wirtschaft für eine Zukunft mit Zukunft. Mit 21 Tabellen. Hirzel, Stuttgart / Leipzig 2004, ISBN 978-3-7776-1289-8.
- mit Willy Bierter: Friedrich Schmidt-Bleek: Das MIPS-Konzept. Weniger Naturverbrauch, mehr Lebensqualität durch Faktor 10. Droemer Knaur, München 1998, ISBN 978-3-426-26982-4.
- Friedrich Schmidt-Bleek: Wieviel Umwelt braucht der Mensch? Faktor 10 – das Maß für ökologisches Wirtschaften. dtv, München 1997, ISBN 978-3-423-30580-8.
- mit Ursula Tischner, Thomas Merten: Friedrich Schmidt-Bleek: Öko-intelligentes Produzieren und Konsumieren. Birkhäuser, Berlin/Basel/Boston 1997, ISBN 978-3-7643-5667-5.
- mit Rainer Klüting: Friedrich Schmidt-Bleek: Wieviel Umwelt braucht der Mensch? MIPS. Das Maß für ökologisches Wirtschaften. dtv, München 1994, ISBN 978-3-7643-2959-4 (Zusammenfassung).
- Friedrich Schmidt-Bleek: Grüne Wahrheiten - Das Buch zur Ressourcenwende. Springer, Berlin 2021, ISBN 978-3-662-63686-2.

## Video
- Das Video ist neben Youtube auch auf dem Faktor-x.info - Archiv zu finden.